# 한국의 통일 방안
한국의 통일 방안은 대한민국과 조선민주주의인민공화국의 통일책을 말한다. 대한민국과 조선민주주의인민공화국은 2000년 6·15 남북공동선언에서 통일방법에 대한 남북정상간의 큰 틀의 합의와 계속되는 남북 정상 회담에도 불구하고, 2013년에 이르러서도 그 세부적인 통일방안에 대해 약간의 견해 차이가 있다.

## 통일 방안

### 대한민국 정부

#### 한민족공동체통일방안
한민족공동체 통일방안은 1989년 9월 11일 국회에서 노태우 대통령의 특별선언을 통해 발표되었다. 1982년 발표된 '민족화합민주통일방안'은 단일국가 통일안인데 비해, 최초의 국가연합 통일안이다. 자주, 평화, 민주를 3대 원칙으로 한다. 발표당시 조선민주주의인민공화국의 연방제 통일안에 가장 근접시켰다는 평가를 받았다.
다음의 3단계로 통일을 이룬다.
- 민족공동체헌장 채택
  - 통일이 될 때까지 남북관계를 이끌어갈 수 있는 규칙을 세우는 것을 말한다.
- 남북연합
  - 민족공동체헌장에 근거하여, 남북정상회의와 실행기구인 남북각료회의, 남북평의회 등의 과도기구를 설치했다.
- 통일헌법 제정으로 통일민주공화국 건설
  - 남북평의회에서 마련한 통일헌법을 바탕으로 총선거를 실시해 통일국회와 통일정부를 구성했다.

2007년 기준으로, 1989년에 발표된 노태우 대통령의 한민족공동체 통일방안은 꾸준히 추진되어서, 6·15 남북 공동선언이라는 민족공동체헌장이 채택되었고, 남북정상회담이 개최되었으며, 남북장관급회담이 개최되고 있다. 유일하게 남은 것이 남북평의회 구성이다.

#### 민족공동체통일방안
김영삼 전 대통령이 채택한 통일방안이다. 노태우 정부의 한민족공동체 통일방안을 약간 수정하였다. '한민족공동체 건설을 위한 3단계 통일방안'이라고도 한다.
"선 교류 후 통일"의 원칙하에, 다음의 3단계를 거쳐서 통일을 이룬다는 구상이다.
- 화해협력단계
- 남북연합단계
- 통일국가 완성단계

#### 김대중 정부
김대중 대통령은 1980년대 재야에 있을 때부터 자주, 평화, 민주를 통일의 3대 원칙으로 하는 3단계 통일론을 주장해 왔다. 김영삼 정부의 민족공동체통일방안을 계승, 보완하고 있다.
2000년 6월 15일 김대중 대통령은 김정일 국방위원장과 평양에서 제1차 남북정상회담을 가졌으며, 6·15 남북 공동선언을 하였다. 이 선언에서 대한민국의 '연합제'안과 조선민주주의인민공화국의 '낮은 단계의 연방제'안에 대해서 공통점이 있다고 인정하고 이런 방향에서 통일을 지향하겠다고 하였다. 김대중 정부의 연합제는 김영삼 정부의 민족공동체 통일방안에서의 남북연합단계를 말한다.
김대중 정부는 햇볕정책으로 평화통일 제1단계인 남북 화해협력단계를 크게 진척시켰다. 햇볕정책의 3대 원칙은 다음과 같다.
- 첫째, 북측의 무력 도발을 허용하지 않는다.
- 둘째, 남측은 흡수 통일을 시도하지 않는다.
- 셋째, 남측은 화해와 협력을 추진한다.

### 대한민국 민간 및 연구기관

#### 대한민국 주도 흡수 통일
대한민국의 헌법, 법률을 바로 조선민주주의인민공화국이 통치하는 북한 지역에 도입하는 흡수통일 방안이다. 자유통일이라고도 한다. 한때 대한민국의 공식적인 통일 방안이었으나 남북화해 분위기 속에 공식적으로 선추진은 하지 않는다고 밝혔다. 보수 진영에서 지지하는 통일안이다. 그러나 헌법에 따라 대한민국은 북한 지역에서 대한민국 주도의 평화적 흡수통일을 원하게 될 경우에는 이에 즉시 응할 의무가 있다.
김대중 정부에서도 급변사태에 대비한 통일 계획안인 '고당계획'을 수립한 적이 있다.

#### 북한 경제 분리안
한국의 통일 이후 북한 지역의 경제를 한시적으로 남한 지역과 분리하는 통일방안이다.

### 조선민주주의인민공화국 정부

#### 1970년대의 고려연방제
1973년 4월 16일 김일성은 고려연방제를 제안하였다. 이때 고려연방이라는 표현이 처음 사용되었다.
김일성이 주장한 내용은 대략 다음과 같다:
- 남북간의 군사적 대치상태의 해소와 긴장상태의 완화
- 남북간의 다방면적인 합작과 교류의 실현
- 남북의 각계각층 인민들과 각 정당․사회단체 대표들로 구성되는 대민족회의 소집
- 고려연방공화국을 국호로 하는 남북연방제의 실시
- 고려연방공화국이라는 단일국호에 의한 유엔가입

#### 1980년대의고려민주연방공화국 창립방안
고려민주연방공화국 창립방안은 김일성이 1980년 10월 10일 조선로동당 제6차대회에서 제의하였다.
이는 기존의 고려연방제 통일방안을 발전시켜 완결한 것으로서, 이전에 제시된 고려연방은 통일의 잠적적 체제이며, 그 이후 통일의 완성은 고려민주연방공화국의 창설이라고 한다.
제안은 크게 세가지로 구성되었다:
- 대한민국이 먼저 이행해야 할 선결조건
- 고려민주연방공화국 정부의 성격, 구성
- 고려민주연방공화국 수립후 시행할 정책. 10대 시정방침

10대 시정방침의 내용은 다음과 같다:
1. 국가활동과 모든 영역에서의 자주성 견지와 자주정책의 실시
2. 전 지역․전 사회에서의 민주주의 실시와 민족의 대동단결
3. 경제적 합작과 민족경제의 발전
4. 남북간 과학․문화․교육분야 교류
5. 남북간의 교통․체신의 활용․연결
6. 전체 근로자의 생활안정 도모
7. 남북간의 군사적 대치상태의 해소 및 민족 연합군의 조직
8. 해외동포의 보호
9. 통일 이전의 대외관계 정리
10. 통일국가로서 우호적․평화애호적

## 같이 보기
- 남북통일
- 국가연합
- 연방국가
- 코리아연방공화국